# Laia Altarriba i Piguillem
Laia Altarriba i Piguillem (Barcelona, 1975) és una periodista i activista catalana. És professora col·laboradora dels Estudis de Ciències de la Informació i de la Comunicació de la Universitat Oberta de Catalunya (UOC).
Com a periodista, va ser membre fundadora i directora del diari Jornada, és sòcia del Grup de Periodistes Ramon Barnils, del qual en va ser vicepresidenta entre 2011 i 2012,. Ha publicat articles a plataformes i mitjans com Mèdia.cat, Espai Fàbrica, el Diari Ara, Crític, L'Accent, Diagonal, o Gara.
Com a activista, és militant d'Endavant i va ser membre del secretariat nacional de la CUP entre 2012 i 2016.

## Obres
- Vint i Ramon Barnils (Edicions Dau, 2013)[15]